# Lycosa narbonensis
Lycosa narbonensis là một loài nhện trong họ Lycosidae.
Loài này thuộc chi Lycosa. Lycosa narbonensis được Charles Athanase Walckenaer miêu tả năm 1806.

## Hình ảnh

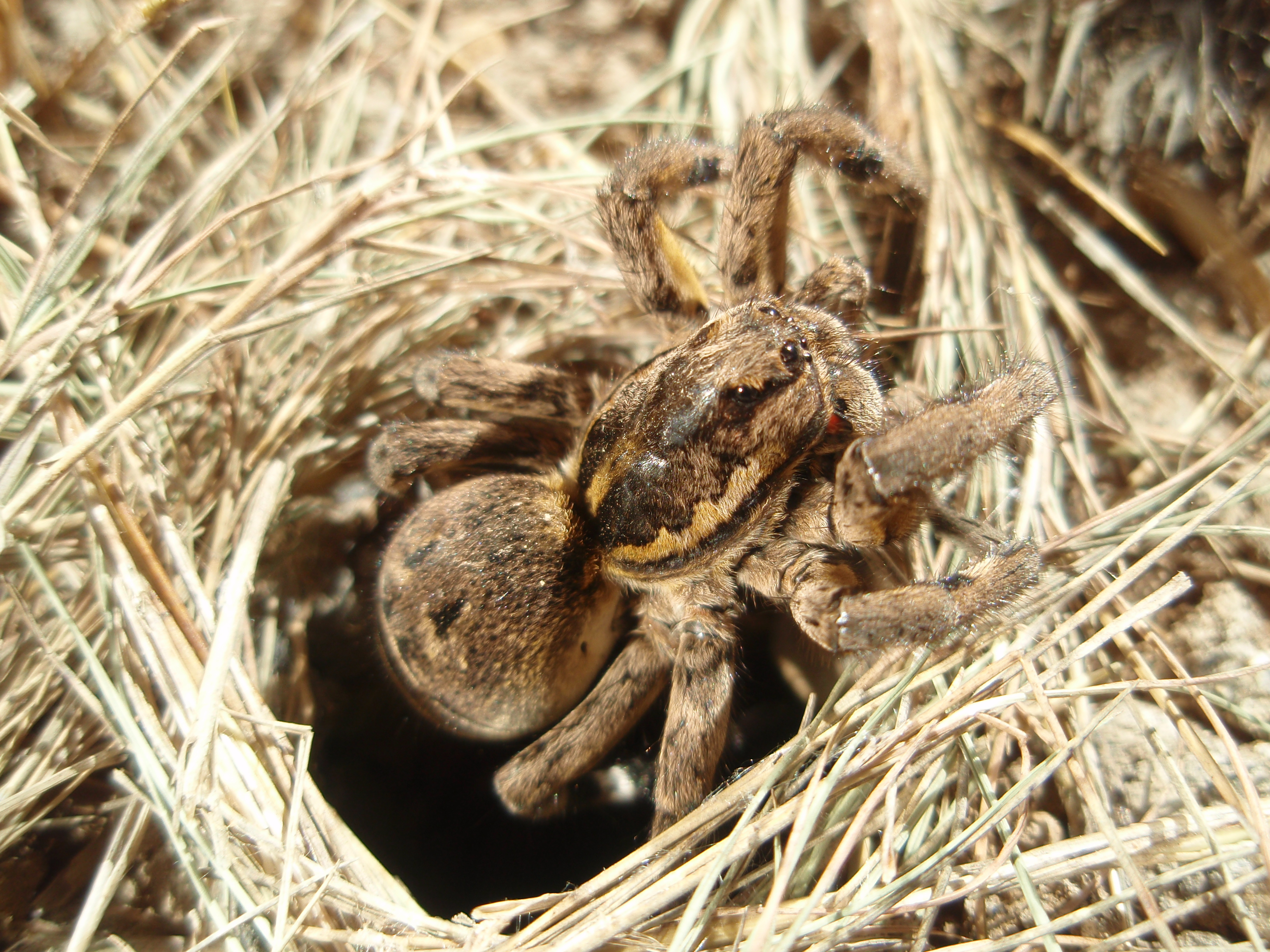
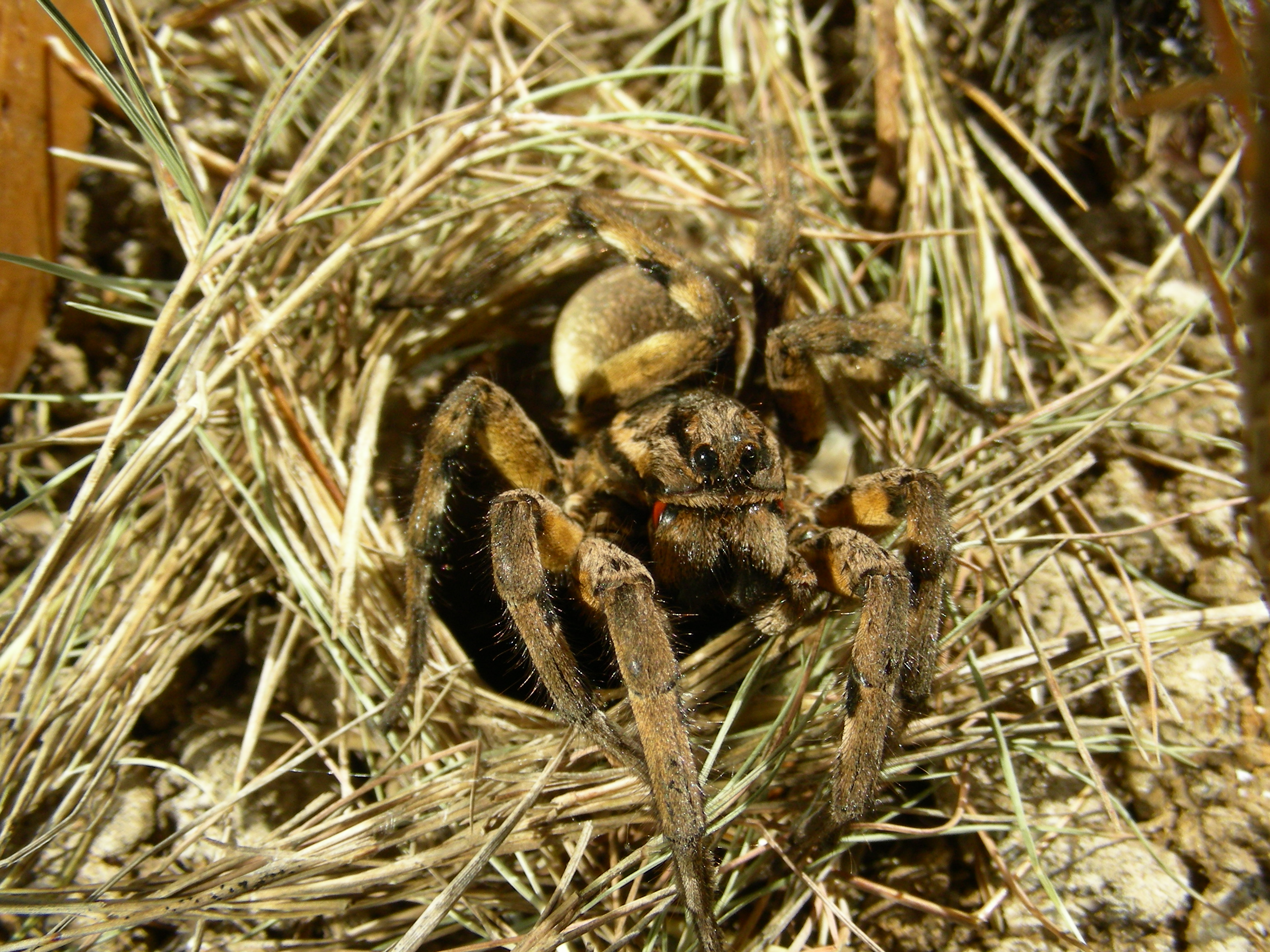
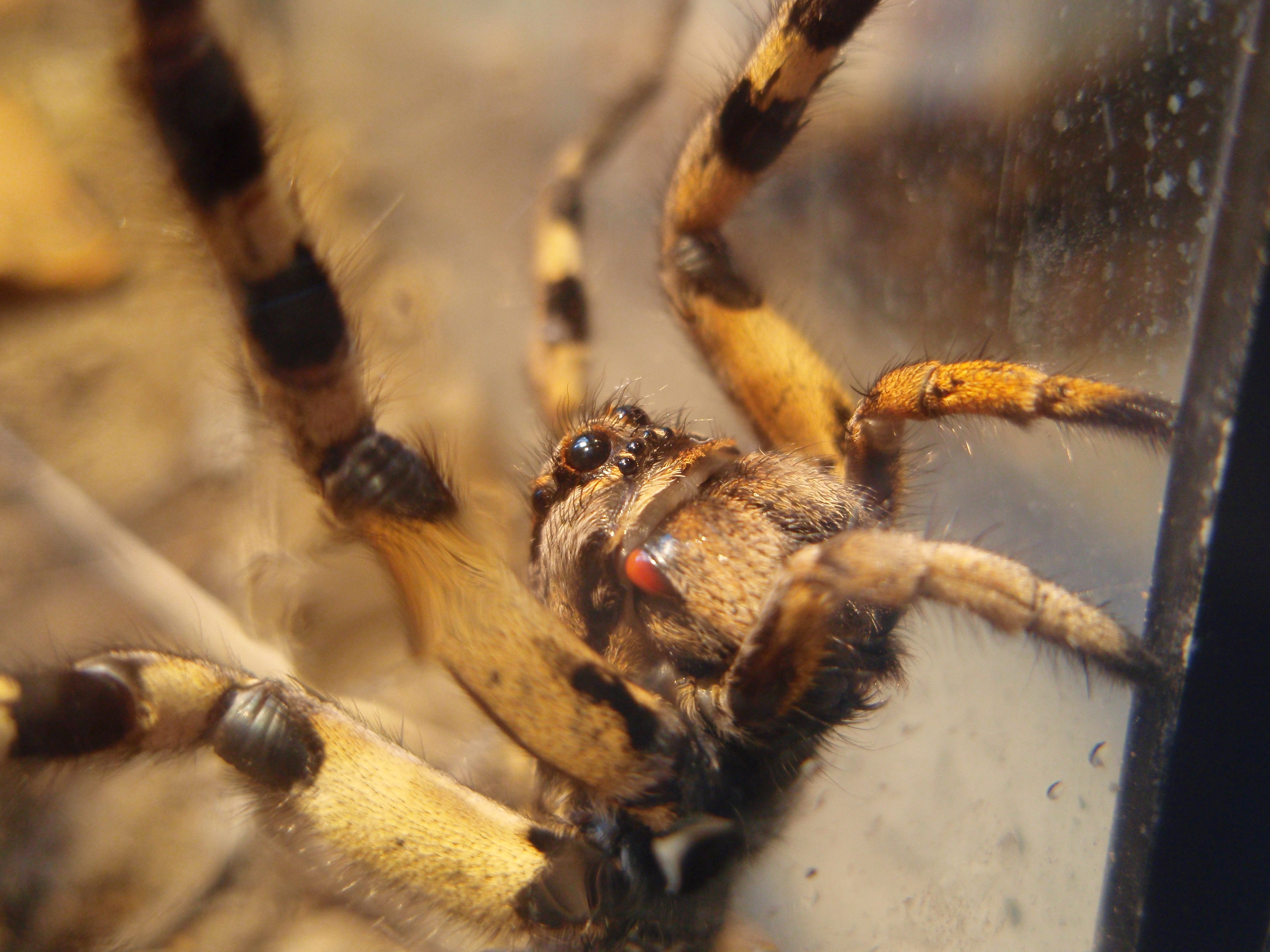